# Chouannerie
A Chouannerie foi uma guerra civil que opôs os revolucionários republicanos e os realistas ocidentais da França, na Bretanha (Maine, Anjou e da Normandia). Fez parte da Guerra da Vendeia, em conflitos que compuseram as chamadas Guerras do Oeste.
Uma primeira tentativa de insurreição ocorreu em 1791 por parte da Association bretonne, em defesa da Monarquia e para restabelecer as leis e costumes bretões, suprimidos em 1789. Contando com a sublevação de grande parte da população ocidental de França, combatia em especial a constituição civil do clero, o Levée en masse pela Convenção.
Os primeiros enfrentamentos ocorrem em 1792 por meio dos jacquerie paysanne, em ações de guerrilha e batalhas, e que terminou com a vitória final dos Republicanos, em 1800.
Num artigo de 1897 Euclides da Cunha comparou os revoltosos da Vendeia com os jagunços de Canudos: "O chouan fervorosamente crente ou o tabaréu fanático, precipitando-se impávido à boca dos canhões que tomam a pulso, patenteiam o mesmo heroísmo mórbido difundido numa agitação desordenada e impulsiva de hipnotizados."

## Causas

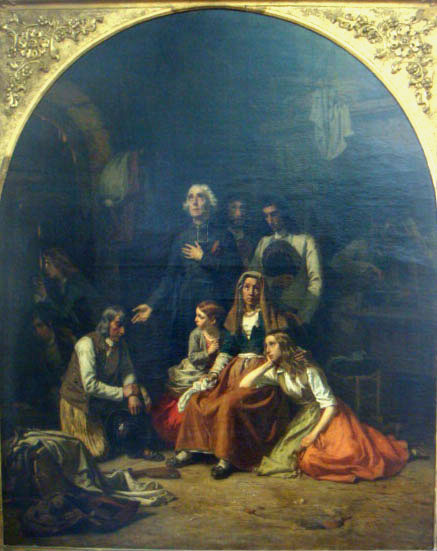
A Prece, de Alexandre Guillemin, 1844.

Em 1791 as regiões ocidentais francesas da Vendeia e da Bretanha tornaram-se uma zona de resistência à constituição civil do clero e o juramento a que os padres deviam fazer, por meio de um corpo religioso bastante refratário às mudanças. Aliado às motivações religiosas, a resistência também estava arraigada na sociedade local e na mentalidade coletiva da população, onde sua tradicional solidariedade foi afetada pela Revolução..
Assim, o recrutamento feito em 15 de agosto de 1792 revelou-se problemático: a Revolução Francesa precisava de soldados, então ordena que estes sejam reunidos e organizados pelas autoridades municipais. Esta imposição será usada nos discursos oposicionistas de Jean Cottereau e Michel Morière em Saint-Ouën-des-Toits. De forma mais discreta, contudo, agiram os adeptos da Coalizão Bretã, que se recusavam a ir para as cidades centrais de seus cantões, a fim de participarem dos sorteios. Essa operação revelou-se um revés para as autoridades republicanas.
O levante ocorrido na primavera de 1793, que abrangeu toda a região ocidental (Bretanha e Vendeia), deveu-se sobretudo à rejeição ao sorteio de pessoas para o serviço militar, particularmente porque os "patriotas notáveis" estariam isentos ou poderiam pagar a alguém para substituí-los. Essa rejeição era comum em todo os lugares.
Além da questão religiosa e da hostilidade face ao recrutamento, havia uma tensão latente nas comunidades aldeãs, que revelava uma hostilidade entre os camponeses e a elite, nobre ou burguesa, que no final do século XVIII poderia ser traduzido, mais ou menos, como tensão entre o meio urbano e o rural. Esta situação já era perceptível desde os tempos da Liga católica, com o surgimento de facções favoráveis aos Blancs (realistas) e os Bleux (republicanos) e que continuaram relevantes no mapa eleitoral da região até o final do século XX. Deve-se ainda adicionar o estado de permanente turbulência institucional da Bretanha, que fica patente na rejeição ao lema provincial: a divisa dos chouans bretões era "Doue ha mem bro" (Deus e o meu país) e não "Dieu et mon roy" (Deus e o meu rei), como na Vendeia.
Antes dos levantes simultâneos e em semelhança ao comportamento dos habitantes do oeste, os contemporâneos acreditavam que, como prova de uma conspiração, acreditavam que havia uma tentativa de aproximação entre o marquês de la Rouërie e a Associação Bretã. Entretanto, o sincronismo dos eventos pode ser explicada pela decisão da Convenção de impor uma precipitação das operações do chamado levée en masse..

### A Associação Bretã

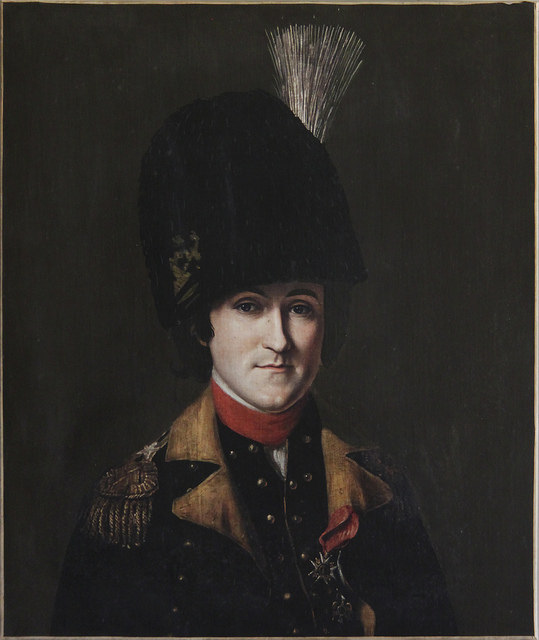
Armand Tuffin de La Rouërie
Pintura de Charles Willson Peale, 1783.

Na Bretanha os primeiros movimentos contrários à Revolução eclodiram na Noite de 4 de agosto que suprime, entre outros, os parlamentos provinciais e em particular na Bretanha o Tratado de União da Bretanha à França e as leis particulares da província, assimilados como privilégios.
Em 1791 o Marquês de La Rouërie, que se distinguira na guerra de independência dos EUA, criou, com aprovação do Conde d'Artois, uma organização clandestina, a Associação Bretã, que atuava junto à diocese com o objetivo principal de defender a monarquia contra o progresso do republicanismo, conservação das propriedades e recuperação das leis e costumes particulares da Bretanha. Sua meta era a conquista das guarnições, regimentos, maréchaussées, guardas nacionais das principais cidades bretãs.. 
Muitos dos futuros líderes chouans aderiram à Associação Bretã, incluindo: o conde Louis de Rosmorduc, Vincent de Tinténiac, Amateur-Jérôme Le Bras des Forges de Boishardy, Aimé Picquet du Boisguy, Sébastien de La Haye de Silz, Antoine-Philippe de La Trémoïlle, príncipe de Talmont e Pierre Guillemot. Malgrado a vontade de La Rouërie de tratar os nobres e plebeus de forma igual, a maioria dos associados eram oriundos da aristocracia.
Entretanto, as reuniões dos nobres no castelo de La Rouërie e a falta de discrição dos recrutadores alertaram as autoridades. A 31 de maio de 1792 o diretório do departamento de Ille-et-Vilaine enviou um destacamento de dragões para uma busca no castelo e seus arredores e, a 6 de julho, é expedido contra o marquês e seus cúmplice um mandado de prisão. La Rouërie escapa e refugia-se em Launay-Villiers. A Associação contava, então, com dez mil homens e faz uma convocação geral às armas para o 10 de outubro, data prevista para a tomada de Châlons-en-Champagne pelas tropas da coalizão. Mas a vitória dos revolucionários em 20 de setembro, na batalha de Valmy arruína os planos dos associados. Dois dias depois a monarquia foi derrubada e proclamada a República.
A 2 de setembro de 1792 Valentin Chevetel (dito Latouche) foi a Paris, onde denunciou o complô a Danton. Procurado pelas autoridades, La Rouërie é forçado a se esconder. Entretanto, já doente, vem a morrer no château de La Guyomarais, em Saint-Denoual, a 30 de janeiro de 1793.
Lalligand-Morillon prendeu 27 conjurados, mas a lista de membros da Associação foi queimada por Thérèse de Moëlien. Os 27 prisioneiros são julgados em Paris e 12 deles, inclusive Thérèse, são condenados à morte pela guilhotina a 18 de junho de 1793. No seu relatório de 4 de outubro à Convenção, Basire atribui a eclosão da conspiração ocidental em março de 1793. De fato, a Associação Bretã não contou com a participação camponesa, e sim era integrada por membros das guarnições das vilas e membros da guarda nacional. Por essa razão, tais movimentos não podem ser considerados como criadores da Chouannerie, embora sejam precursores dela.